# All Nippon Airways
All Nippon Airways Co., Ltd. (全日本空輸株式会社, Zen Nippon Kūyu Kabushiki gaisha, TYO: 9202), nota anche come ANA (Ē-enu-ē) o Zennikkū (全日空) è una compagnia aerea maggiore giapponese. La sua sede si trova nello Shiodome City Center nell'area di Shiodome del quartiere Minato di Tokyo. Gestisce servizi verso destinazioni nazionali e internazionali e a marzo 2021 contava più di 15.000 dipendenti.
Oltre alle sue operazioni di linea principale, ANA controlla diversi vettori passeggeri minori, tra cui la sua compagnia aerea regionale, ANA Wings. ANA è anche il maggiore azionista di Air Do e Peach, quest'ultima una joint venture di vettori low cost con la società di Hong Kong First Eastern Investment Group. Nell'ottobre 1999, la compagnia è diventata membro di Star Alliance. Il 29 marzo 2013, ANA è stata nominata compagnia aerea a 5 stelle da Skytrax. Il 27 aprile 2018, ANA ha annunciato ANA Business Jet Co., Ltd., una joint venture con Sojitz per offrire voli charter su jet privati.

## Storia

### Formazione

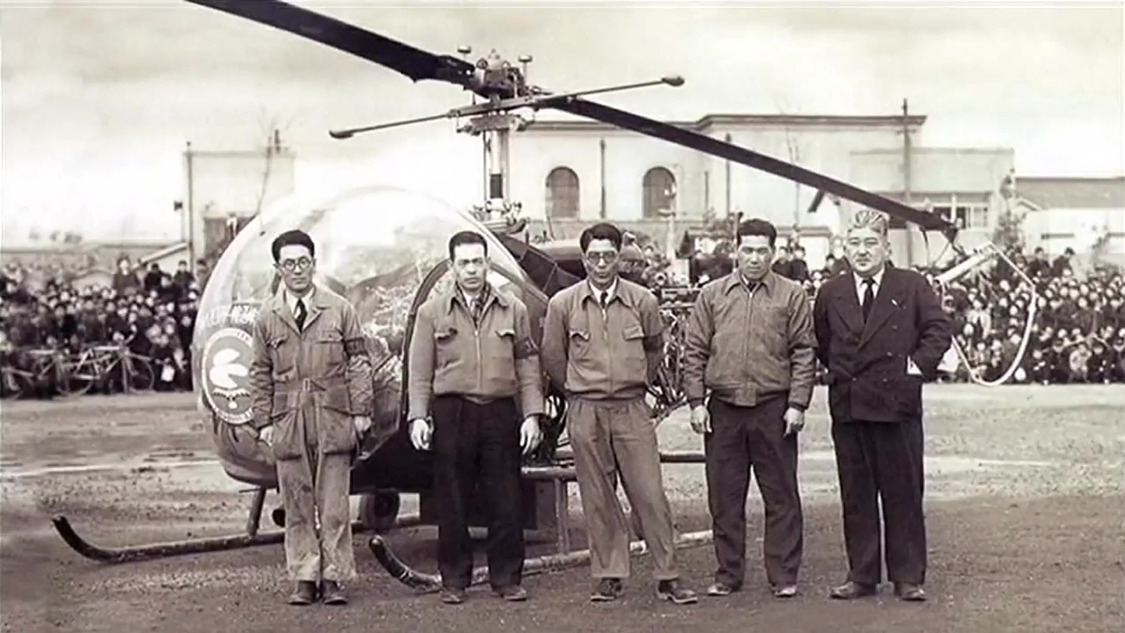
Fondatori di Japan Helicopter & Airplane Transports e un Bell 47D-1

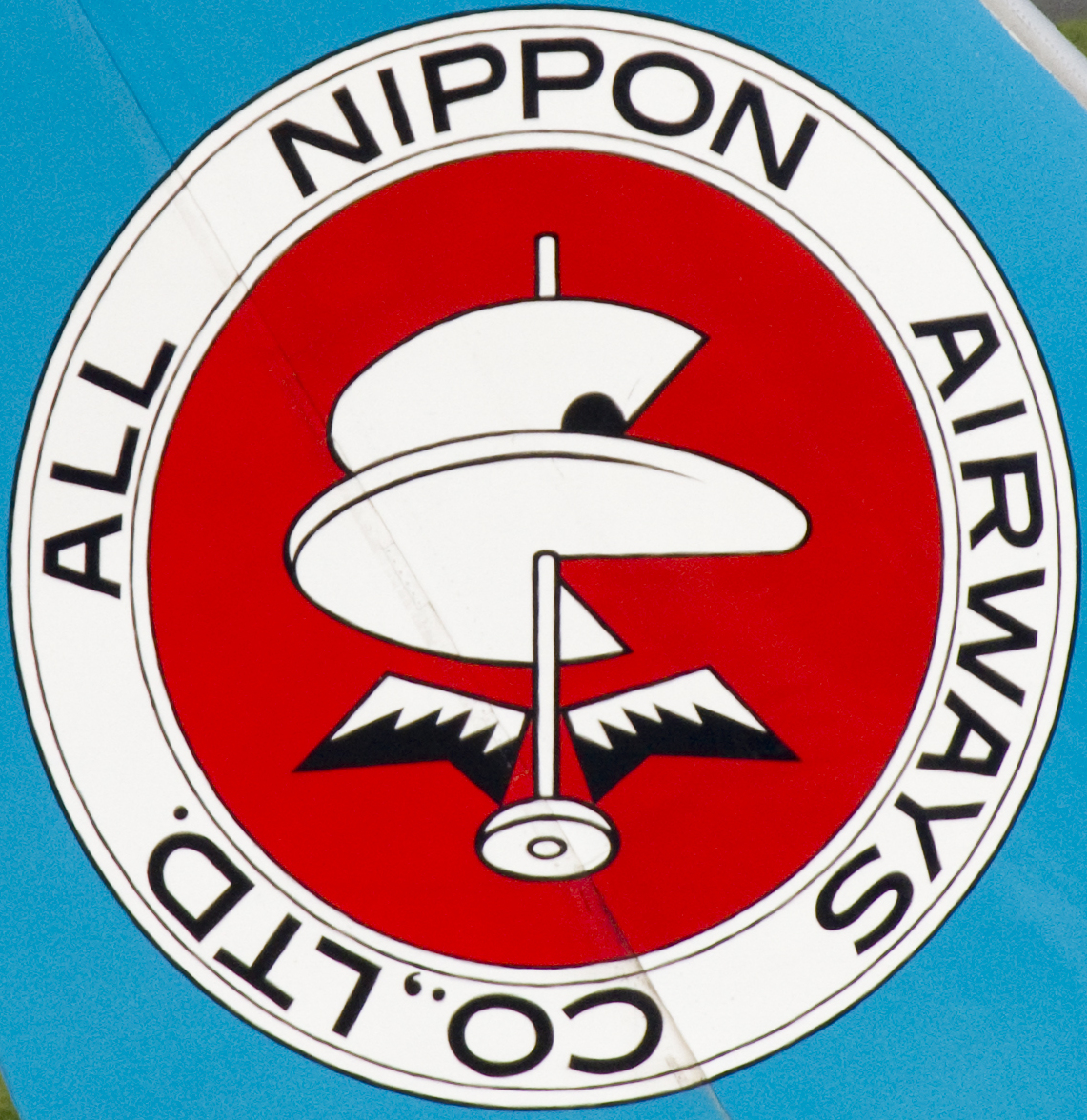
Il primo logo di NH e ANA era ispirato dalla vite aerea di Leonardo da Vinci ed è stato sostituito con il logo attuale nel 1982.

Il primo antenato di ANA fu la Japan Helicopter and Airplane Transports Company (日本ヘリコプター輸送, Nippon Herikoputā Yusō) (nota anche come Nippon Helicopter and Aeroplane), una compagnia aerea fondata il 27 dicembre 1952. Nippon Helicopter è stata la fonte di quello che in seguito sarebbe stato il codice IATA della compagnia aerea, NH.
NH iniziò i servizi in elicottero nel febbraio 1953. Il 15 dicembre dello stesso anno operò il suo primo volo cargo tra Osaka e Tokyo utilizzando un de Havilland Dove, JA5008. Questo fu il primo volo di linea effettuato da un pilota giapponese nel Giappone del dopoguerra. Il servizio passeggeri sulla stessa rotta iniziò il 1 febbraio 1954 e a marzo fu aggiornato a un de Havilland Heron. Nel 1955, anche i Douglas DC-3 iniziarono a volare per NH, quando la rete di rotte della compagnia si estendeva dal Kyūshū settentrionale a Sapporo. Nel dicembre 1957, Nippon Helicopter cambiò nome in All Nippon Airways Company.
L'altro antenato di ANA era Far East Airlines (極東航空, Kyokutō Kōkū). Sebbene sia stata fondata il 26 dicembre 1952, un giorno prima del Nippon Helicopter, non iniziò le operazioni fino al 20 gennaio 1954, quando iniziò le corse cargo notturne tra Osaka e Tokyo, utilizzando un de Havilland Dove. Adottò il DC-3 all'inizio del 1957, a quel punto la sua rete di rotte si estendeva attraverso il Giappone meridionale da Tokyo a Kagoshima.
Far East Airlines si fuse con la nuova All Nippon Airways nel marzo 1958. Le società combinate avevano una capitalizzazione di mercato totale di 600 milioni di yen e il risultato della fusione fu la più grande compagnia aerea privata del Giappone. La compagnia risultante ricevette un nuovo nome giapponese (全日本空輸; Zen Nippon Kūyu; Japan Air Transport).

### Era domestica

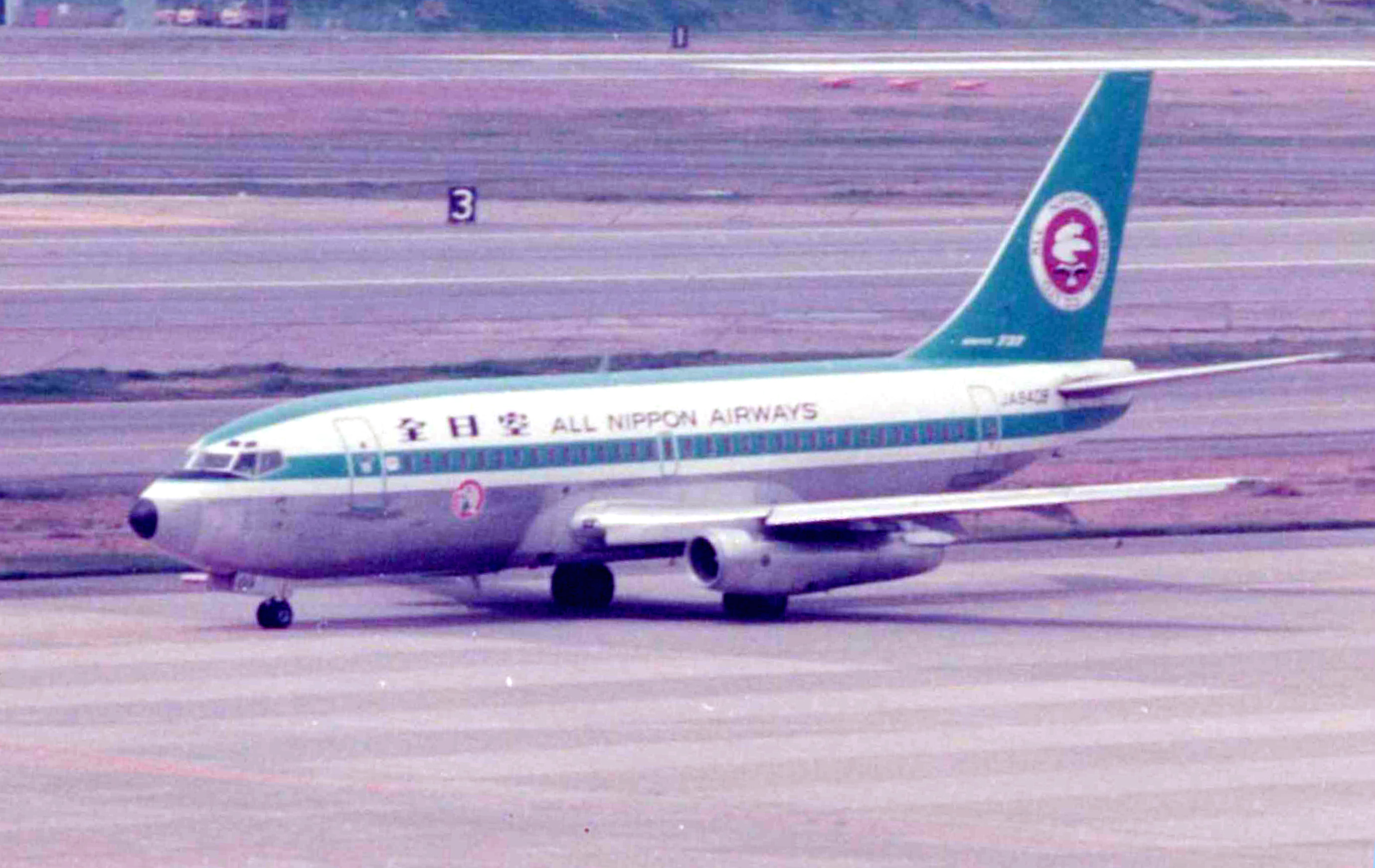
Un Boeing 737-200 con la livrea 1960-1983.

ANA crebbe negli anni sessanta, aggiungendo alla flotta il Vickers Viscount nel 1960 e il Fokker F27 nel 1961. L'ottobre 1961 segnò il debutto di ANA alla Borsa di Tokyo e all'Osaka Securities Exchange. Il 1963 vide un'altra fusione, con Fujita Airlines, che portò il capitale della società a 4,65 miliardi di yen. Nel 1965, ANA introdusse i jet nella flotta, a partire dai Boeing 727 sulla rotta Tokyo-Sapporo. Introdusse anche il primo aereo di linea a turboelica del Giappone, il NAMC YS-11 nel 1965, sostituendo i Convair 440 sulle rotte locali. Nel 1969, ANA prese possesso del suo primo Boeing 737.
Man mano che ANA cresceva, iniziò a contrattare società di viaggio in tutto il Giappone per gestire i servizi di terra in ciascuna regione. Molte di queste società ricevettero azioni in ANA come parte dei loro accordi. Alcune di queste relazioni continuano oggi in forme diverse: ad esempio, la Nagoya Railroad, che ha gestito le operazioni di ANA nella regione di Chūbu insieme ad altre partnership, mantiene un seggio permanente nel consiglio di amministrazione di ANA. Nel 1974, ANA disponeva della più grande rete di compagnie aeree nazionali del Giappone.
Mentre le operazioni nazionali di ANA crescevano, il Ministero dei Trasporti aveva concesso alla Japan Airlines (JAL) di proprietà del governo il monopolio sui voli di linea internazionali che durò fino al 1986. Ad ANA fu permesso di operare a livello internazionale solamente voli charter: il primo fu un volo da Tokyo a Hong Kong il 21 febbraio 1971.
ANA acquisì il suo primo aereo a fusoliera larga, un Lockheed L-1011, nel novembre 1971, a seguito di un lungo sforzo di vendita da parte della Lockheed che aveva comportato negoziati tra il presidente degli Stati Uniti Richard Nixon, il primo ministro giapponese Kakuei Tanaka e il primo ministro del Regno Unito Edward Heath (facendo pressioni a favore di produttore di motori Rolls-Royce). Tanaka sollecitò anche le autorità di regolamentazione giapponesi per consentire ad ANA di operare sulle rotte asiatiche come parte del pacchetto. L'aereo entrò in servizio sulla rotta Tokyo-Okinawa nel 1974. Il vettore aveva in precedenza ordinato i McDonnell Douglas DC-10, annullando l'ordine all'ultimo minuto a favore della Lockheed. Successivamente è stato rivelato che la Lockheed aveva indirettamente corrotto il primo ministro Kakuei Tanaka per forzare questo passaggio: lo scandalo portò al suo arresto e a quello di diversi manager dell'ANA e dell'agente di vendita Lockheed Marubeni per corruzione.
I Boeing 747-200 furono introdotti sulle rotte Tokyo-Sapporo e Tokyo-Fukuoka nel 1976 e i Boeing 767 nel 1983 sulle rotte Shikoku. I primi 747 del vettore furono la variante SR a corto raggio, progettata appositamente per le rotte nazionali giapponesi.
Il 2004 vide i profitti di ANA superare per la prima volta quelli di JAL. Quell'anno, di fronte a un'eccedenza di slot a causa della costruzione di nuovi aeroporti e della continua espansione dell'aeroporto internazionale di Tokyo, ANA annunciò un piano di rinnovo della flotta che avrebbe sostituito alcuni dei suoi grandi aeromobili con un numero maggiore di aeromobili più piccoli.[23]

### Era internazionale

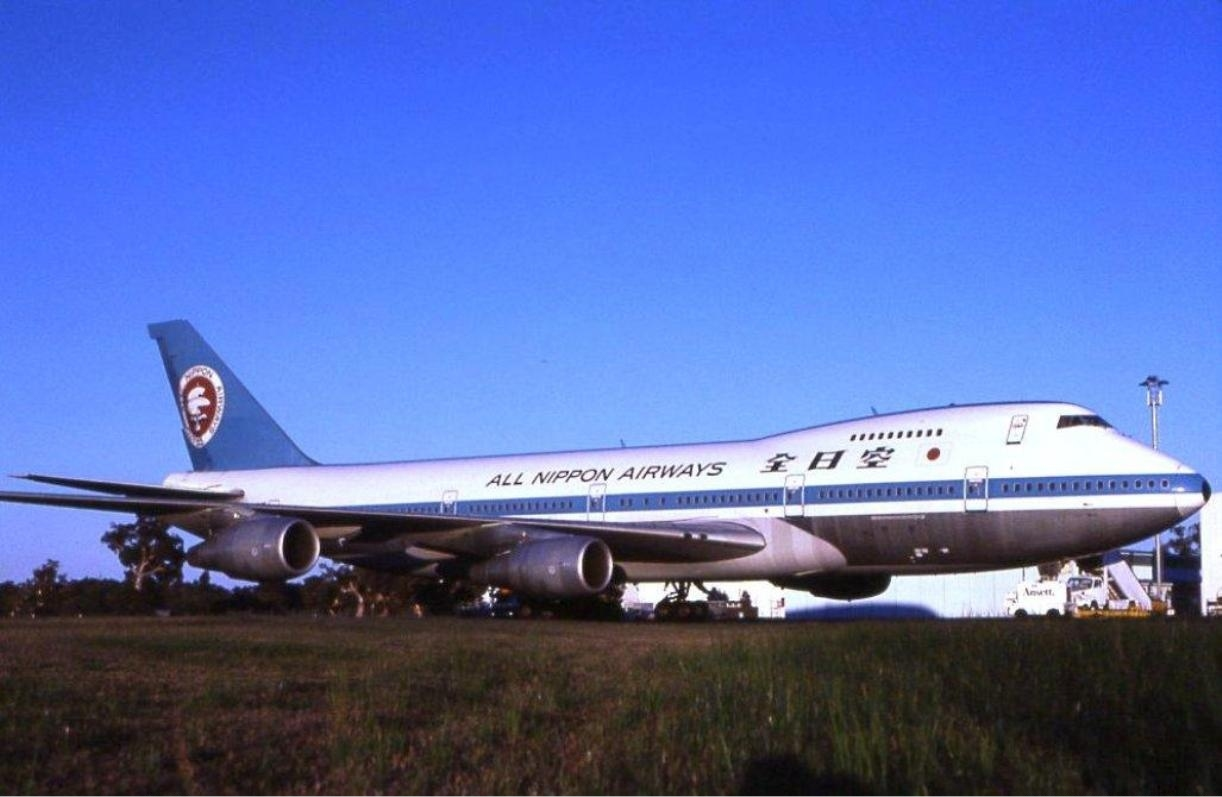
Un Boeing 747SR a Perth nella metà degli anni novanta.

Nel 1986, ANA iniziò ad espandersi per diventare anche un vettore internazionale competitivo. Il 3 marzo 1986, ANA avviò voli internazionali di linea da Tokyo a Guam. Seguirono voli per Los Angeles e Washington DC, e ANA stipulò anche un accordo con American Airlines per alimentare i nuovi voli del vettore statunitense per Narita.
ANA ampliò gradualmente i suoi servizi internazionali: a Pechino, Dalian, Hong Kong e Sydney nel 1987; a Seul nel 1988; a Londra e Saipan nel 1989; a Parigi nel 1990 e a New York e Singapore nel 1991. Gli aerei della Airbus come l'A320 e l'A321 furono aggiunti alla flotta all'inizio degli anni novanta, così come i Boeing 747-400. ANA entrò a far parte della Star Alliance nell'ottobre 1999.
Il 2004 ha visto i profitti di ANA superare per la prima volta quelli di JAL. Quell'anno, di fronte a un'eccedenza di slot a causa della costruzione di nuovi aeroporti e della continua espansione dell'aeroporto Internazionale di Tokyo, ANA annunciò un piano di rinnovo della flotta che avrebbe sostituito alcuni dei suoi grandi aeromobili con un numero maggiore di aeromobili più piccoli.
Sempre nel 2004, ANA ha istituito la controllata a basso costo Air Next per operare voli dall'aeroporto di Fukuoka a partire dal 2005 ed è diventata l'azionista di maggioranza di Nakanihon Airline Service (NAL) con sede all'aeroporto di Nagoya. Nel 2005, ANA ha ribattezzato NAL in Air Central e ha trasferito la sua sede all'aeroporto Internazionale di Chūbu Centrair. Il 12 luglio 2005, ANA ha raggiunto un accordo con NYK per vendere la sua quota del 27,6% in Nippon Cargo Airlines, una joint venture formata tra le due società nel 1987. La vendita ha permesso ad ANA di concentrarsi sullo sviluppo della propria divisione cargo. Nel 2006, ANA, Japan Post, Nippon Express e Mitsui O.S.K. Lines hanno fondato ANA & JP Express (AJV) per gestire il trasporto di merci. ANA era il principale azionista di AJV.
Air Transport World ha nominato ANA "Compagnia aerea dell'anno" 2007. Nel 2006 è stata riconosciuta da FlightOnTime.info come la compagnia aerea di linea più puntuale tra Londra e Tokyo negli ultimi quattro anni consecutivi, sulla base delle statistiche ufficiali britanniche. Il 10 novembre dello stesso anno, ANA ha anche annunciato "Inspiration of Japan", il più recente concetto di volo internazionale di ANA, con cabine riprogettate inizialmente inaugurate sui suoi 777-300ER.
Nel luglio 2011, All Nippon Airways e AirAsia hanno deciso di formare un vettore low cost, chiamato AirAsia Japan, con sede all'aeroporto Internazionale Narita di Tokyo. ANA deteneva il 51% di azioni e AirAsia deteneva il 33% di azioni con diritto di voto e il 16% di azioni senza diritto di voto attraverso la sua consociata interamente controllata, AA International. Il vettore è durato fino a ottobre 2013, quando AirAsia si è ritirata dalla joint venture; il vettore è stato successivamente rinominato Vanilla Air.
Nel marzo 2018, All Nippon Airways ha annunciato l'integrazione delle sue due sussidiarie di vettori low cost Peach Aviation e Vanilla Air in un'unica entità che mantiene il nome Peach; a partire dalla seconda metà dell'esercizio 2018 e da completare entro la fine dell'esercizio 2019.
Il 29 gennaio 2019, ANA Holdings ha acquistato una partecipazione del 9,5% in PAL Holdings, la società madre di Philippine Airlines, per 95 milioni di dollari USA.

## Identità aziendale

### Quartier generale
All Nippon Airways ha sede presso lo Shiodome City Center nell'area di Shiodome a Minato, Tokyo, Giappone.
Alla fine degli anni sessanta, ANA aveva il suo quartier generale nell'edificio Hikokan a Shinbashi, nel Minato. Dagli anni settanta fino alla fine degli anni novanta la compagnia ha avuto sede nell'edificio Kasumigaseki a Chiyoda, Tokyo. Prima di trasferirsi nella sua sede attuale, ANA aveva la sua sede nell'area dell'aeroporto Internazionale di Tokyo a Ōta, Tokyo. Nel 2002 ANA annunciò che avrebbe occupato fino a 10 piani nell'allora in costruzione Shiodome City Center, che divenne il quartier generale dopo l'inaugurazione nel 2003.

### Controllate
ANA Group è un gruppo di società interamente o principalmente di proprietà di ANA. La compagnia ha controlla totalmente:
- Air Japan (totalmente controllata)
- ANA Wings
- IFTA (scuola di addestramento per piloti del gruppo ANA e di altre compagnie)
- Pan Am International Flight Academy

Ha partecipazioni di maggioranza in:
- Air Do
- Peach

Ha partecipazioni in:
- Philippine Airlines (9,5%)
- Vietnam Airlines (8,8%)

### ANA Cargo

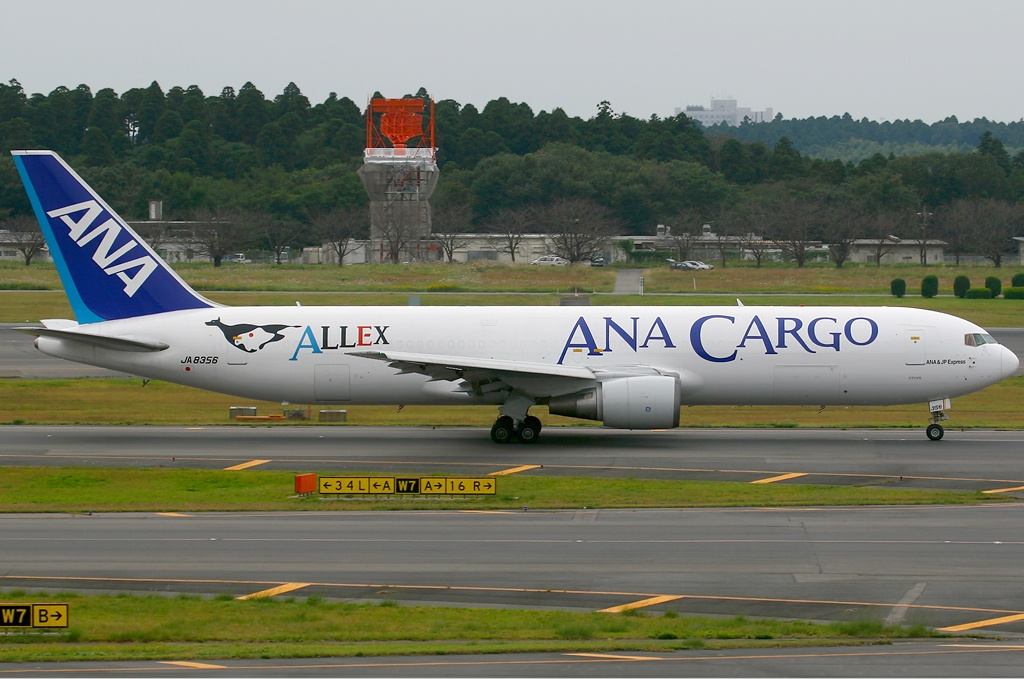
Un Boeing 767-300BCF della Allex Cargo.

A partire da maggio 2021, ANA gestisce una flotta di aerei cargo, inclusi Boeing 767-300 e Boeing 777F. Questi aerei operano su 18 rotte internazionali e 6 rotte nazionali. ANA gestisce un hub merci notturno presso l'aeroporto di Naha a Okinawa, che riceve voli cargo in entrata da destinazioni chiave in Giappone, Cina e Sud-est asiatico tra l'01:00 e le 04:00, seguiti da voli di ritorno tra le 04:00 e le 06:00, consentendo il servizio notturno tra questi hub regionali così come i collegamenti successivi con altri voli ANA e dei vettori partner. I 767 cargo operano anche voli diurni da Narita e Kansai verso varie destinazioni nell'Asia orientale e sudorientale. ANA gestisce anche un 767 sulla rotta notturna Kansai-Haneda-Saga-Kansai nei giorni feriali, che viene utilizzata dai servizi di consegna notturna per inviare pacchi da e verso destinazioni a Kyushu.
ANA ha avviato nel 2006 delle operazioni di trasporto merci attraverso una joint venture con Japan Post, Nippon Express e Mitsui, chiamata ANA & JP Express. ANA ha annunciato una seconda joint venture chiamata Allex nel 2008, con Kintetsu World Express, Nippon Express, MOL Logistics e Yusen Air & Sea. Allex si è fusa con la sussidiaria di ANA Overseas Courier Services (OCS), una società di distribuzione di periodici all'estero, nel 2009 e ANA & JP Express è stata incorporata in ANA nel 2010.
ANA Cargo e United Parcel Service hanno un'alleanza cargo e un accordo di code-sharing, simile a un'alleanza aerea, per il trasporto di merci su aeromobili della UPS Airlines.
ANA ha anche una lunga relazione storica con Nippon Cargo Airlines, un operatore con sede a Narita di Boeing 747 cargo. ANA ha co-fondato NCA con la compagnia di navigazione Nippon Yusen nel 1978 e un tempo deteneva il 27,5% delle azioni di NCA. ANA ha venduto la sua partecipazione a NYK nel 2005, ma ha mantenuto una partnership tecnica con NCA. ANA ha annunciato nel luglio 2013 che avrebbe noleggiato 747 di NCA per una corsa cargo notturna tra Narita e Okinawa, raddoppiando la capacità tra i principali hub cargo di ANA e liberando i suoi 767 per operare nuove rotte da Okinawa a Nagoya e Qingdao.

## Servizi

### Cabina

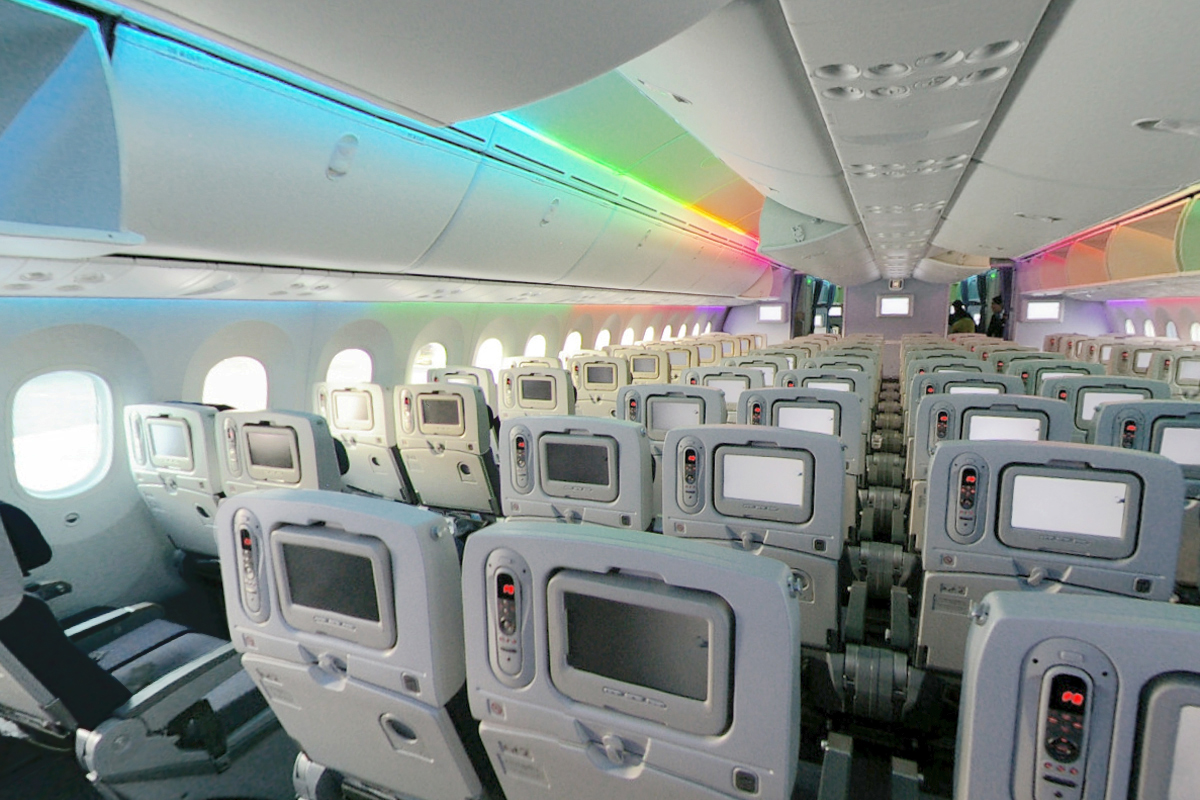
La versione vecchia della cabina "Inspiration of Japan" in economy class.

Introdotta nel 2009, le caratteristiche della cabina "Inspiration of Japan" includono sedili di business class completamente reclinabili, sedili delle suite di prima classe quasi chiusi, sedili a guscio fissi in entrambe le classi economiche, un nuovo sistema di intrattenimento in volo AVOD (basato sul sistema eX2 IFE di Panasonic Avionics Corporation con connettività iPod, acquisti sul sedile e ordinazione di pasti, nonché console touchscreen in cabina) nonché miglioramenti ai servizi di volo.
Questo concept "Inspiration of Japan" doveva debuttare originariamente il 20 febbraio 2010 con la consegna del suo nuovo Boeing 777-300ER prima di tale data, seguita dall'introduzione di un nuovo stile in quella data sulla rotta Narita-New York. Tuttavia, a causa dei ritardi sui nuovi posti premium economy, il debutto è stato posticipato al 19 aprile. (Il ritardo era dovuto al fallimento di un test di sicurezza in Giappone di un nuovo asse di design dei sedili, realizzati dal produttore Koito Industries Ltd. Questo ha influito anche sulle consegne dei nuovi aeromobili della compagnia.
Il concetto "Inspiration of Japan" è stato riadattato sui suoi 777-300ER esistenti per il servizio su tutte le rotte nordamericane e può essere riadattato sulle sue rotte europee. Parti di esso potrebbero eventualmente essere integrate gradualmente nei suoi Boeing 767-300ER esistenti in servizio così come nei Boeing 787 in ordine.
Da febbraio 2010 ANA offre servizi igienici specifici per le donne sui voli internazionali. Il primo Boeing 787 ricevuto dalla compagnia aerea ha il bidet sia nel gabinetto in classe economica che in quello business.

### Rivista di bordo
La rivista di bordo di ANA si chiama Wingspan ed è disponibile sia in formato cartaceo che come applicazione scaricabile gratuitamente per l'iPad di Apple. La versione per iPad si chiama Virtual Airport e include contenuti di Wingspan, nonché collegamenti a pagine di prenotazione aerea e check-in online.

## Destinazioni
Al 2022, All Nippon Airways opera voli di linea verso Australia, Belgio, Cambogia, Canada, Cina, Filippine, Francia, Germania, Hong Kong, India, Giappone, Malesia, Messico, Regno Unito, Singapore, Stati Uniti, Sud Corea, Svezia, Taiwan, Thailandia, Turchia e Vietnam.

### Accordi commerciali

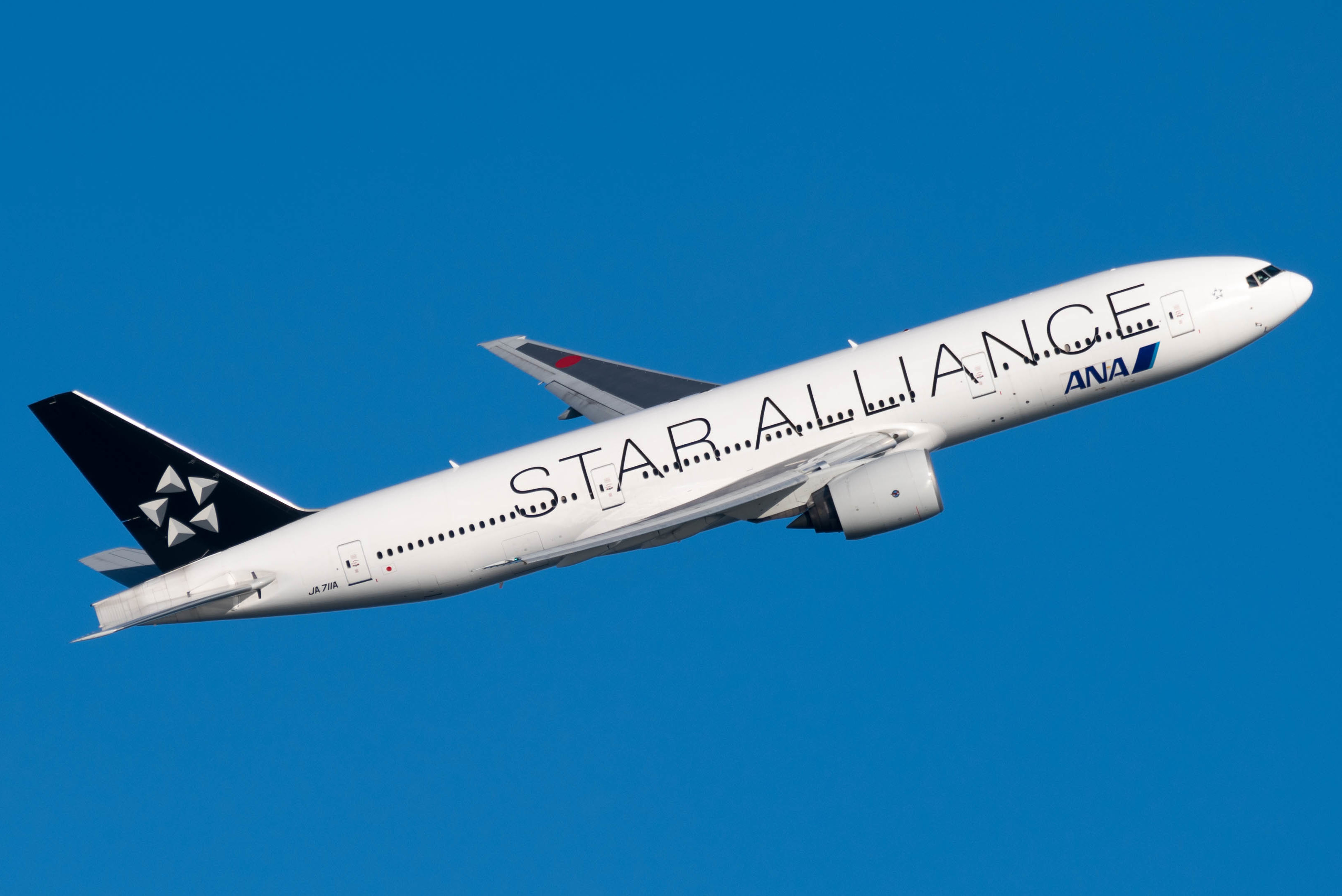
Un Boeing 777-200 di All Nippon Airways in livrea Star Alliance.

Al 2024 All Nippon Airways ha accordi di code-share con le seguenti compagnie:
- Air Canada
- Air China
- Air Do
- Air Dolomiti
- Air Japan
- Air Macau
- Air New Zealand
- Asiana Airlines
- Austrian Airlines
- Avianca
- Brussels Airlines
- Ethiopian Airlines
- Etihad Airways
- Eurowings
- EVA Air
- Garuda Indonesia
- Ibex Airlines
- ITA Airways
- Juneyao Airlines
- LOT Polish Airlines
- Lufthansa
- Oriental Air Bridge
- Philippine Airlines
- S7 Airlines[33]
- Shandong Airlines
- Shenzhen Airlines
- Singapore Airlines
- Solaseed Air
- South African Airways
- StarFlyer
- Swiss International Air Lines
- TAP Air Portugal
- Thai Airways
- Turkish Airlines
- United Airlines
- Vietnam Airlines
- Virgin Australia

### Alleanze
Il 15 ottobre 1999 All Nippon Airways è entrata a far parte di Star Alliance.

## Flotta

### Flotta attuale

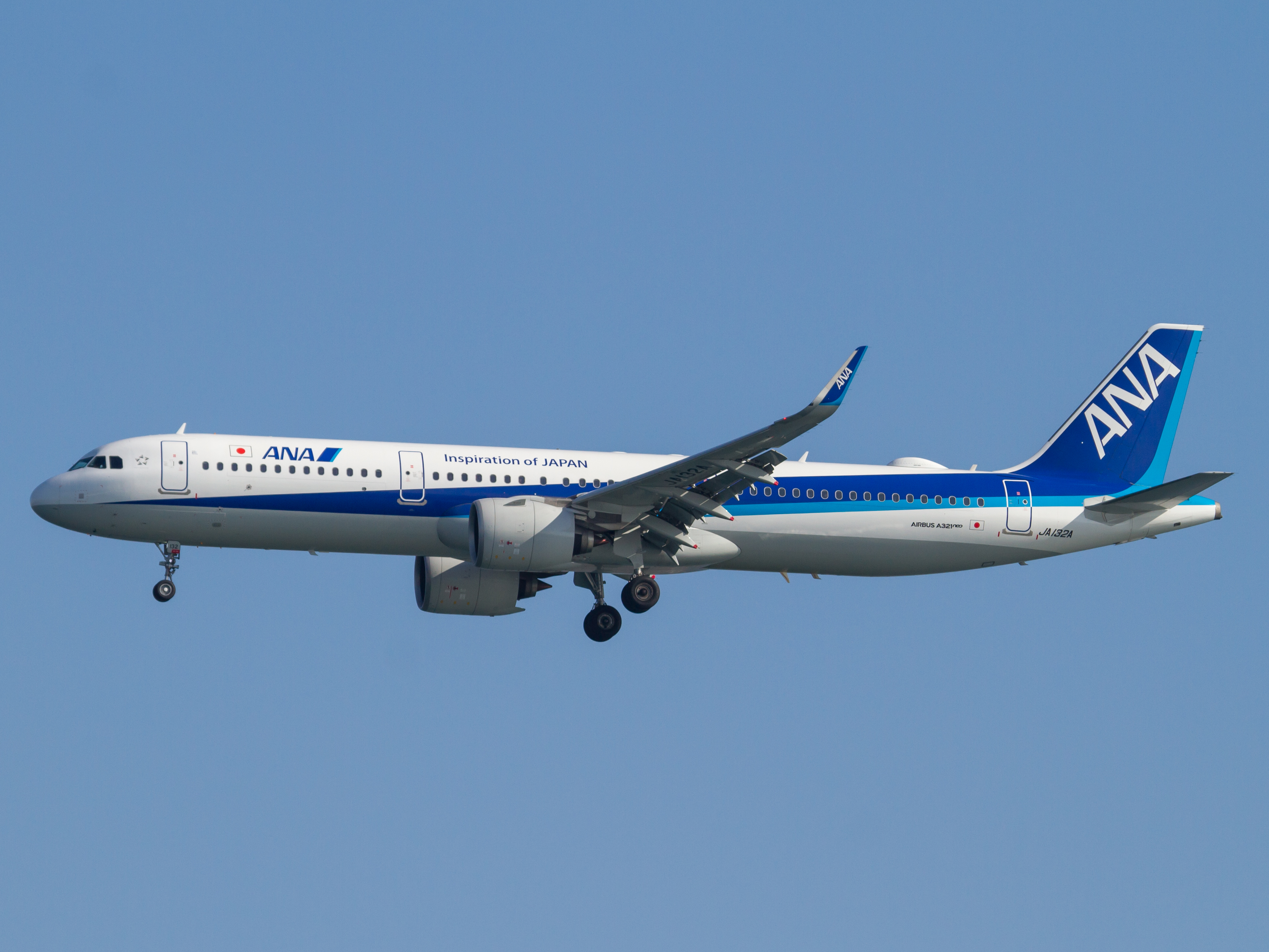
Un Airbus A321neo.

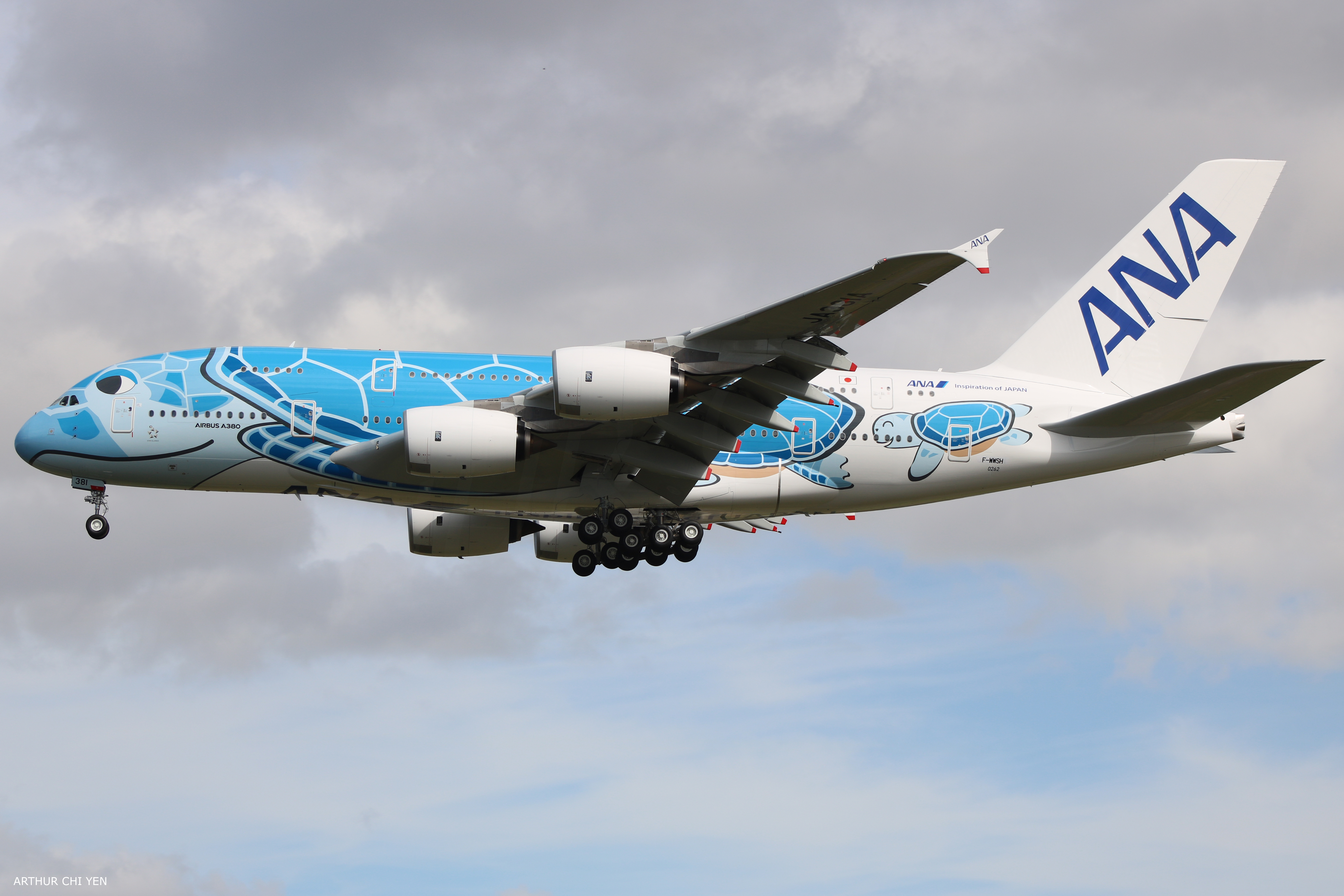
Un Airbus A380-800 in livrea Flying Honu - Lani.

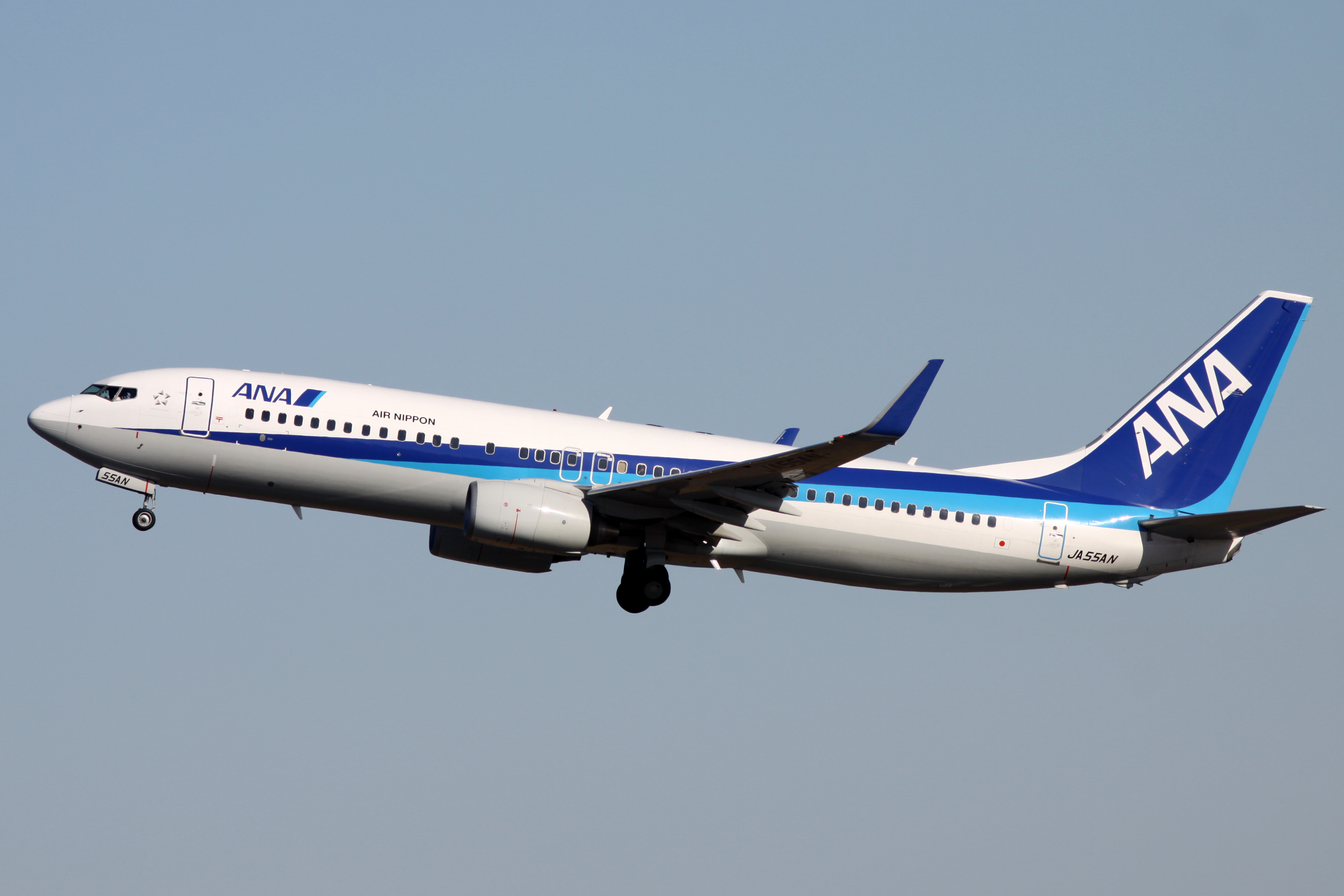
Un Boeing 737-800.

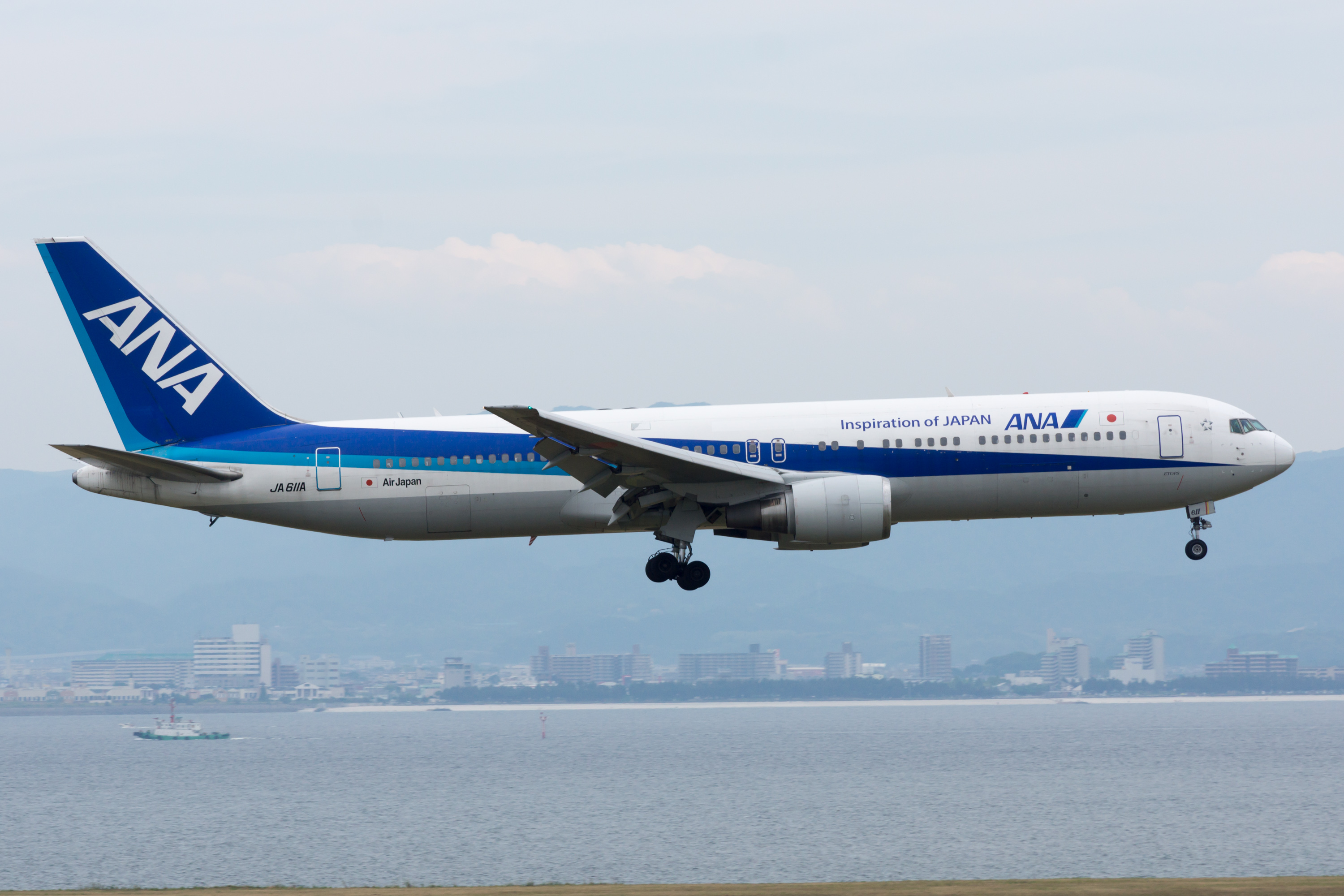
Un Boeing 767-300ER.

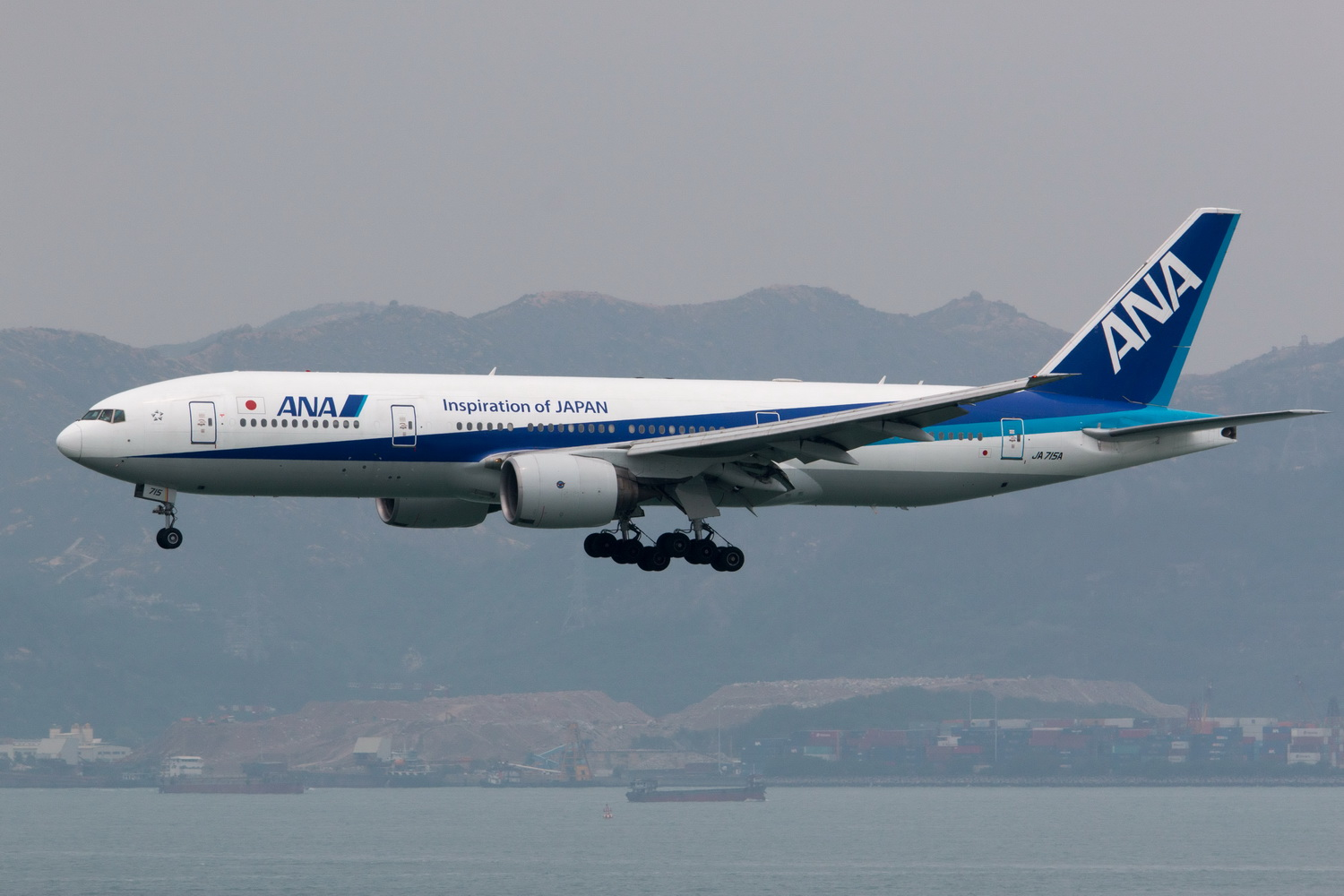
Un Boeing 777-200ER.

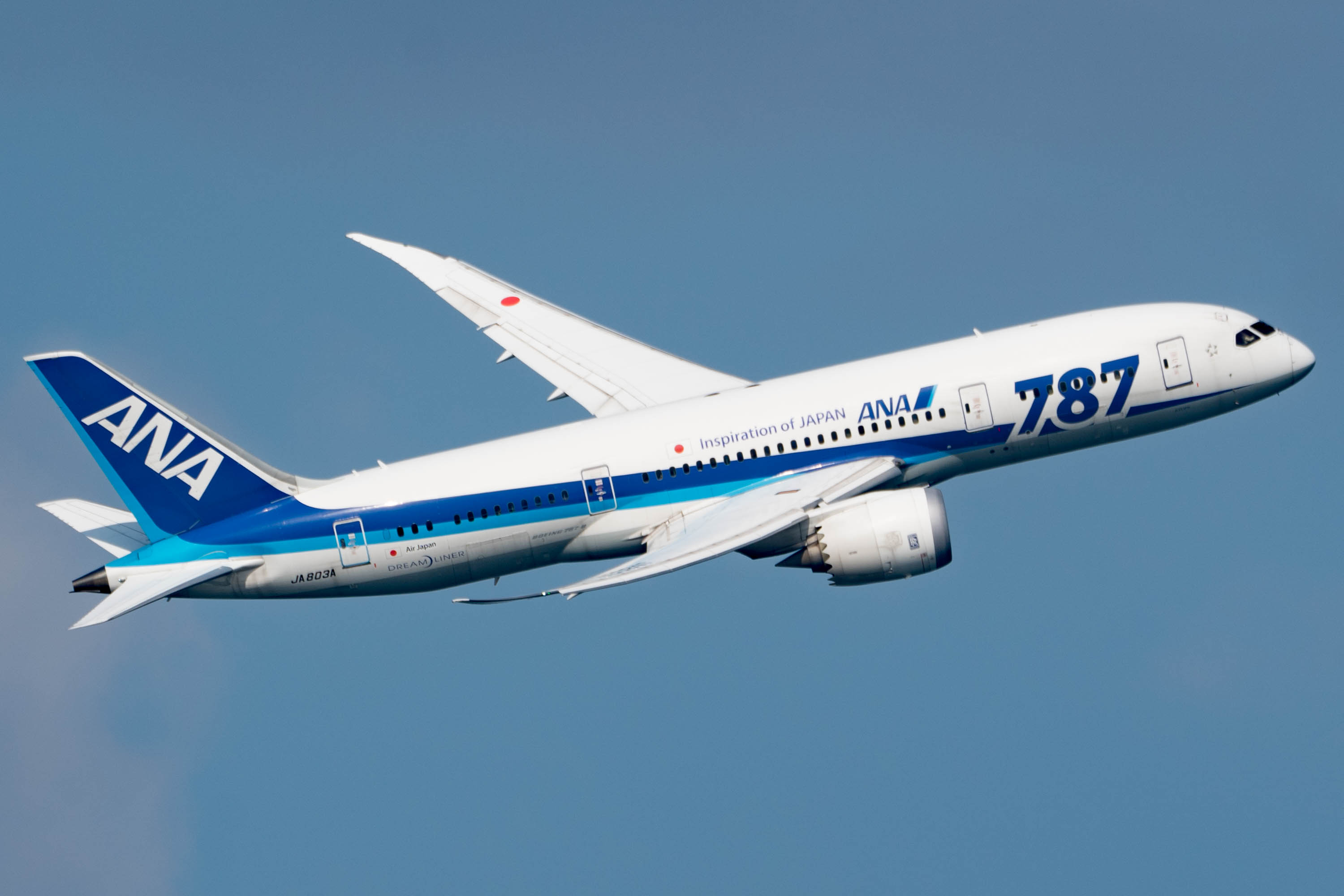
Un Boeing 787-8.

Ad ottobre 2024 la flotta di All Nippon Airways risulta composta dai seguenti aerei:

### Flotta storica

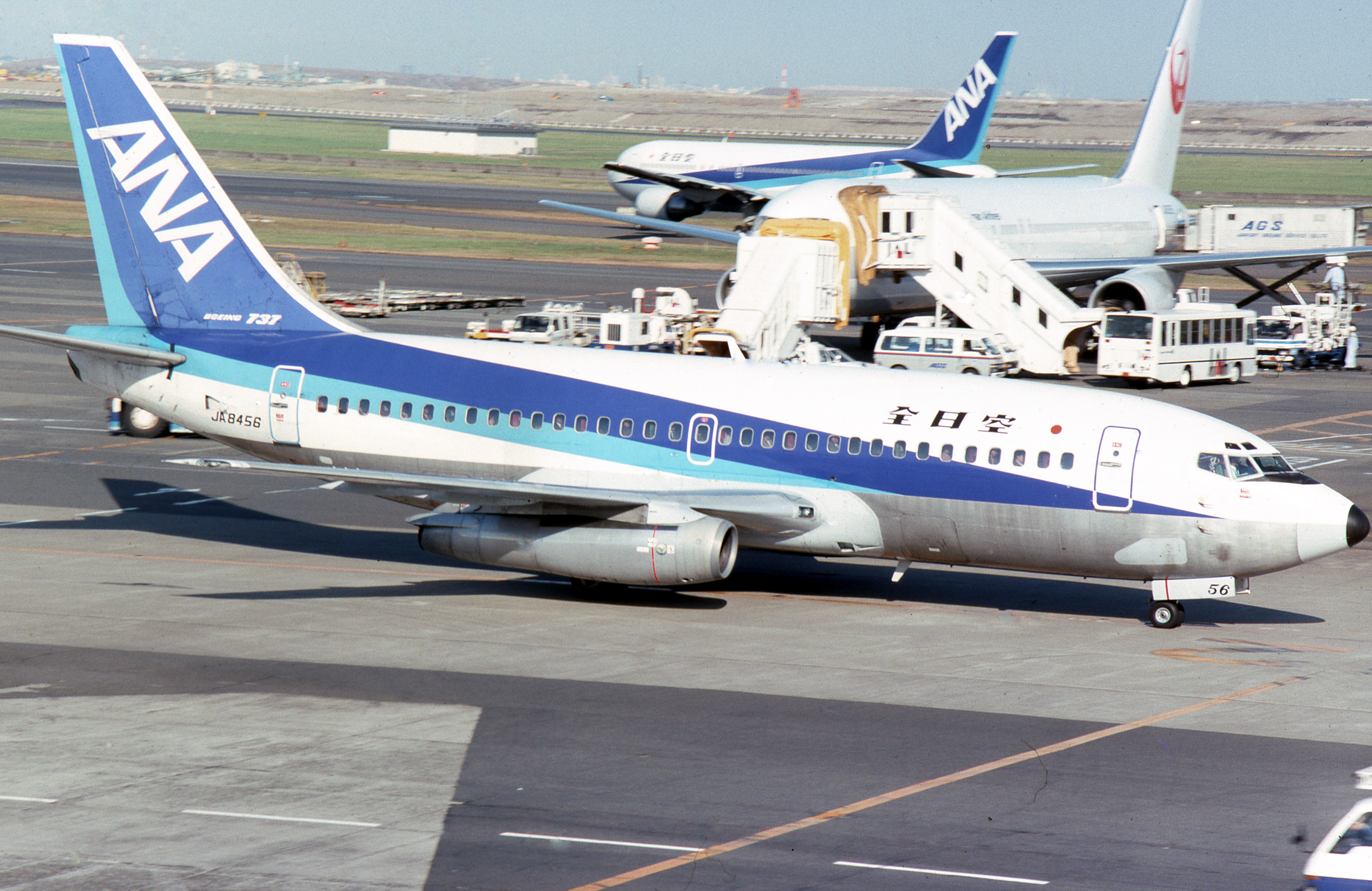
Un Boeing 737-200.

Due Boeing 747-400 in livrea speciale Pokémon.

All Nippon Airways operava in precedenza con i seguenti aeromobili:

## Incidenti

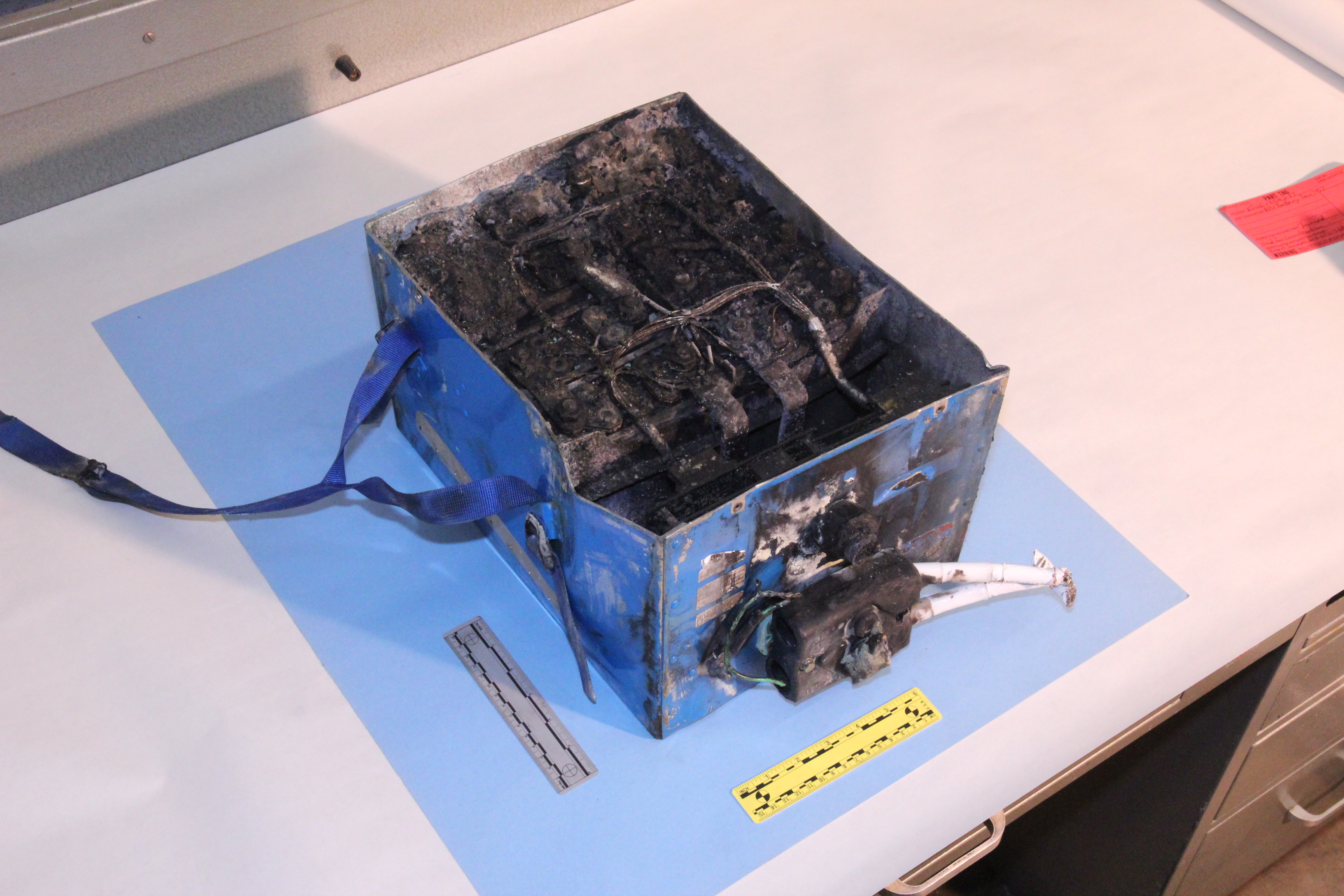
La batteria pesantemente bruciata di uno dei Boeing 787 coinvolto nei problemi di runaway termico.

- Il 12 agosto 1958, il volo All Nippon Airways 025, un Douglas DC-3 (JA5045), si schiantò a 17 km al largo di Toshima, un'ora dopo il decollo da Tokyo in rotta verso Nagoya, provocando la morte di tutti i 33 a bordo.[38]
- Il 4 febbraio 1966, il volo All Nippon Airways 60, operato da un Boeing 727 con 133 persone a bordo, precipitò nella baia di Tokyo a circa 10 km dall'aeroporto di Haneda per cause che non sono mai state chiarite completamente. Molti dei passeggeri erano di ritorno dal tradizionale festival della neve di Sapporo. All'epoca fu il più grave incidente aereo mai avvenuto. Gli unici elementi su cui poterono fare affidamento gli investigatori furono i resti del velivolo e le comunicazioni radio con la torre di controllo. Al momento non era obbligatorio per gli aerei commerciali giapponesi avere installati dispositivi di registrazione dei dati di volo o delle comunicazioni (CVR o FDR). In base ai pochi dati a disposizione la commissione di inchiesta non poté determinare come mai il Boeing, durante la fase di avvicinamento a Haneda, in condizioni meteo favorevoli, precipitò.[39]
- Il 13 novembre 1966, il volo All Nippon Airways 533, operato da un NAMC YS-11, precipitò in mare durante l'avvicinamento all'aeroporto di Matsuyama. Nell'incidente persero la vita tutti i 50 occupanti del velivolo. Il disastro fu il primo a coinvolgere un YS-11 e rimane il secondo per numero di vittime coinvolgente questo tipo di aereo.[40]
- Il 30 luglio 1971, nella collisione aerea di Shizukuishi si scontrarono a mezz'aria un volo nazionale giapponese da Sapporo a Tokyo, operato dalla All Nippon Airways, e un caccia a reazione Sabre F-86F della Japan Air Self-Defense Force. Tutti i 162 occupanti dell'aereo di linea morirono, mentre il pilota del Sabre, un tirocinante della JASDF, riuscì a salvarsi. Questo incidente portò alle dimissioni sia del capo dell'Agenzia di difesa giapponese che del capo di stato maggiore della JASDF.[41]
- Il 21 giugno 1995, il volo All Nippon Airways 857, operato da un Boeing 747-100SR, venne dirottato da un uomo; l'aereo venne poi assaltato dalla polizia la mattina successiva a seguito di una situazione di stallo durante la notte.[42]
- Il 23 luglio 1999, il volo All Nippon Airways 61, operato da un Boeing 747-400D, venne dirottato circa 25 minuti dopo il decollo, quando un uomo, Nishizawa, usò un coltello da cucina lungo 20 centimetri per costringere un assistente di volo a consentirgli di accedere alla cabina di pilotaggio. Costrinse quindi a uscire il primo ufficiale Kazuyuki Koga, rimanendo nella cabina di pilotaggio con il comandante Naoyuki Nagashima che riuscì a informare il controllo del traffico aereo (ATC) del dirottamento. Nishizawa pugnalò Nagashima al petto e prese il controllo dell'aereo, scendendo a un certo punto a un'altitudine di 980 piedi (300 m). Alle 12:09, i membri dell'equipaggio riuscirono a sottomettere Nishizawa e il copilota Koga riprese il controllo dell'aereo.[43]
- Il 16 gennaio 2013, il volo All Nippon Airways 692, operato da un Boeing 787 in volo dall'aeroporto di Yamaguchi Ube all'aeroporto di Tokyo Haneda, ha riportato un problema di surriscaldamento a seguito di un cortocircuito alle batterie di bordo durante la salita a FL330. I piloti hanno effettuato un atterraggio di emergenza all'aeroporto di Takamatsu. A seguito di questo incidente, tutti i 787 sono stati messi a terra dalle autorità aeronautiche fino a quando il difetto di progettazione non è stato risolto.[44][45]